# Chlamydogobius squamigenus
Chlamydogobius squamigenus là một loài cá thuộc họ Gobiidae. Nó là loài đặc hữu của Úc.